# Sidik Mia
Sidik Mia (Chikwawa, 4 marzo 1965 – Lilongwe, 12 gennaio 2021) è stato un politico malawiano.
Fu Ministro della Difesa nel biennio 2009-2010 e Ministro dei Trasporti dal 2020 fino alla morte, avvenuta nel gennaio del 2021 per complicazioni da COVID-19, all'età di 55 anni. 